# Syrius Eberle

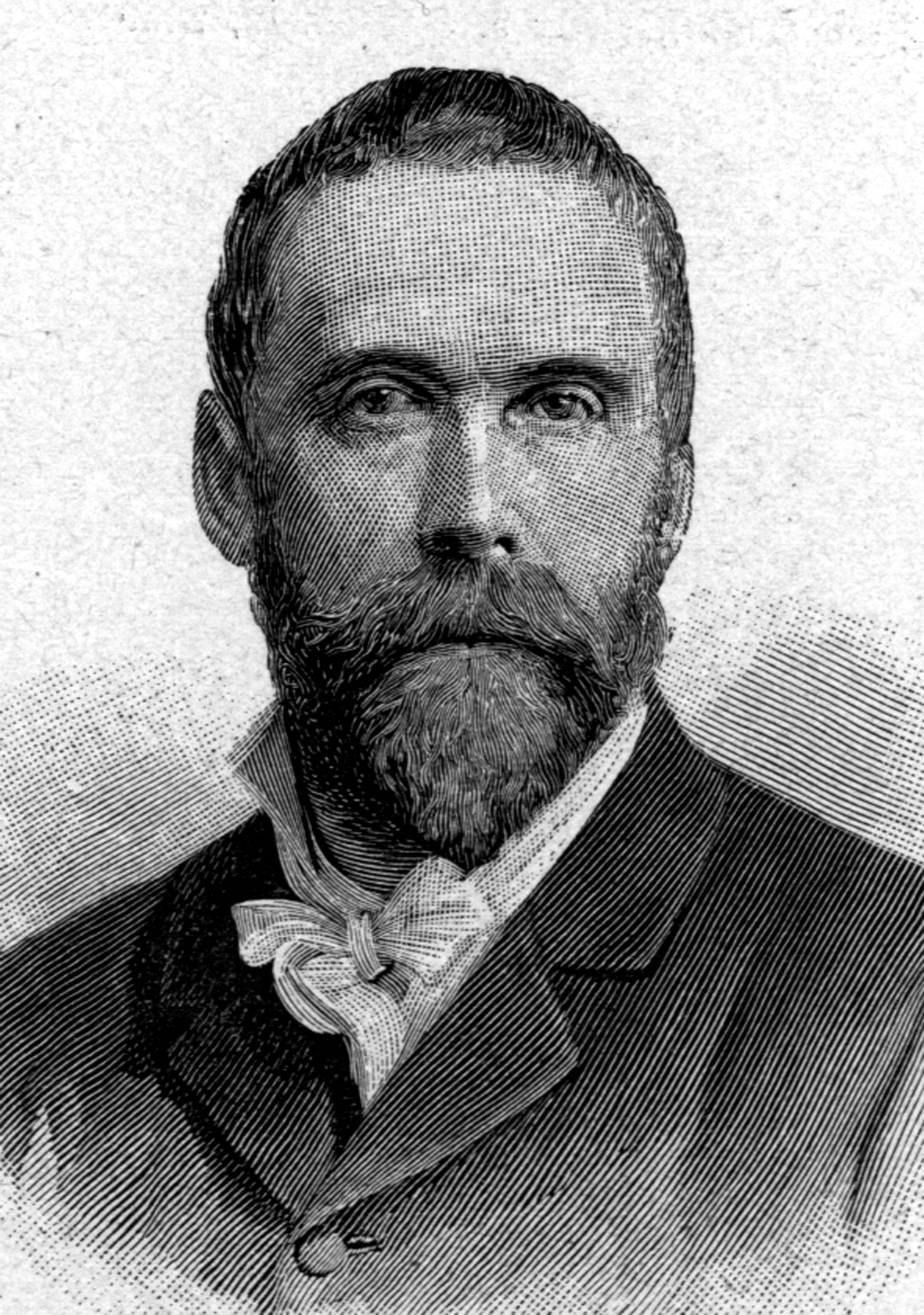
Syrius Eberle

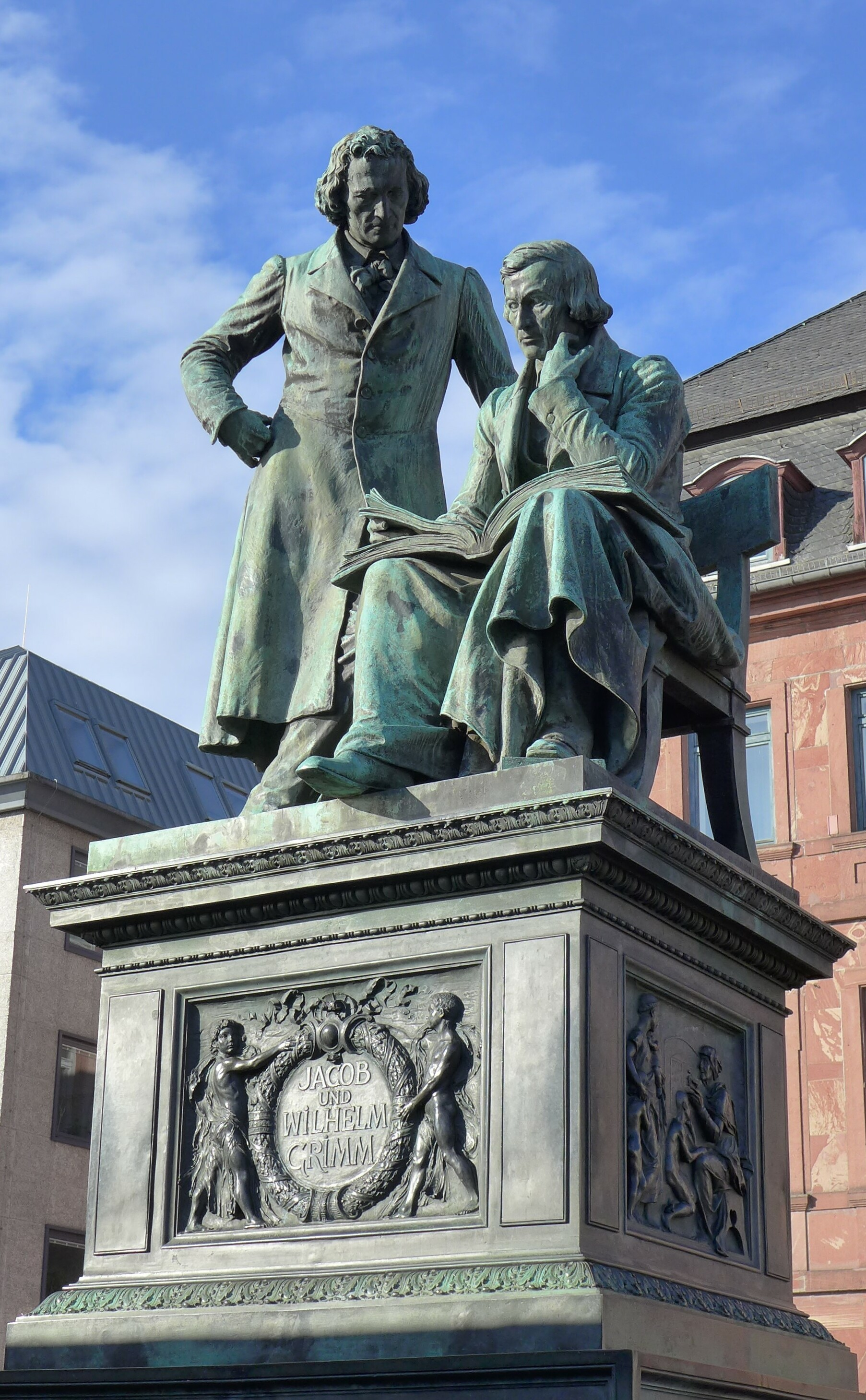
Brüder-Grimm-Nationaldenkmal in Hanau

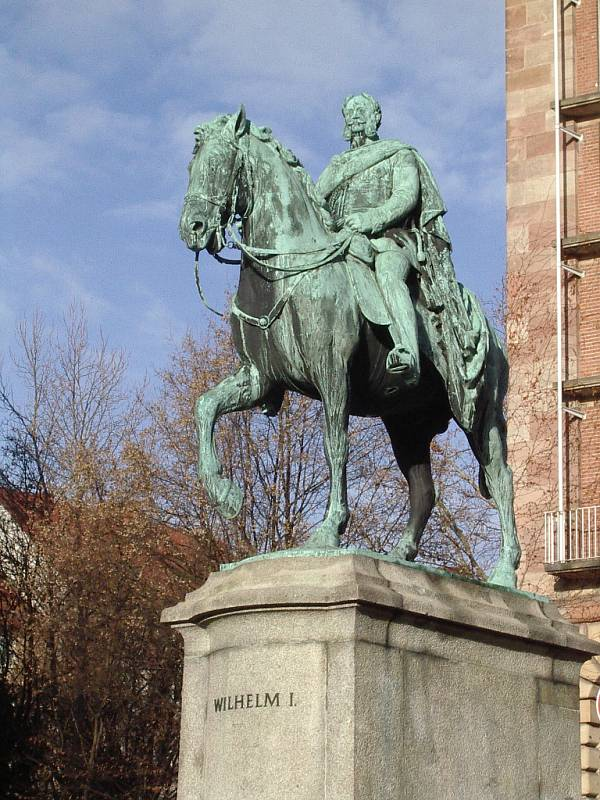
Reiterdenkmal für Kaiser Wilhelm I. in Nürnberg

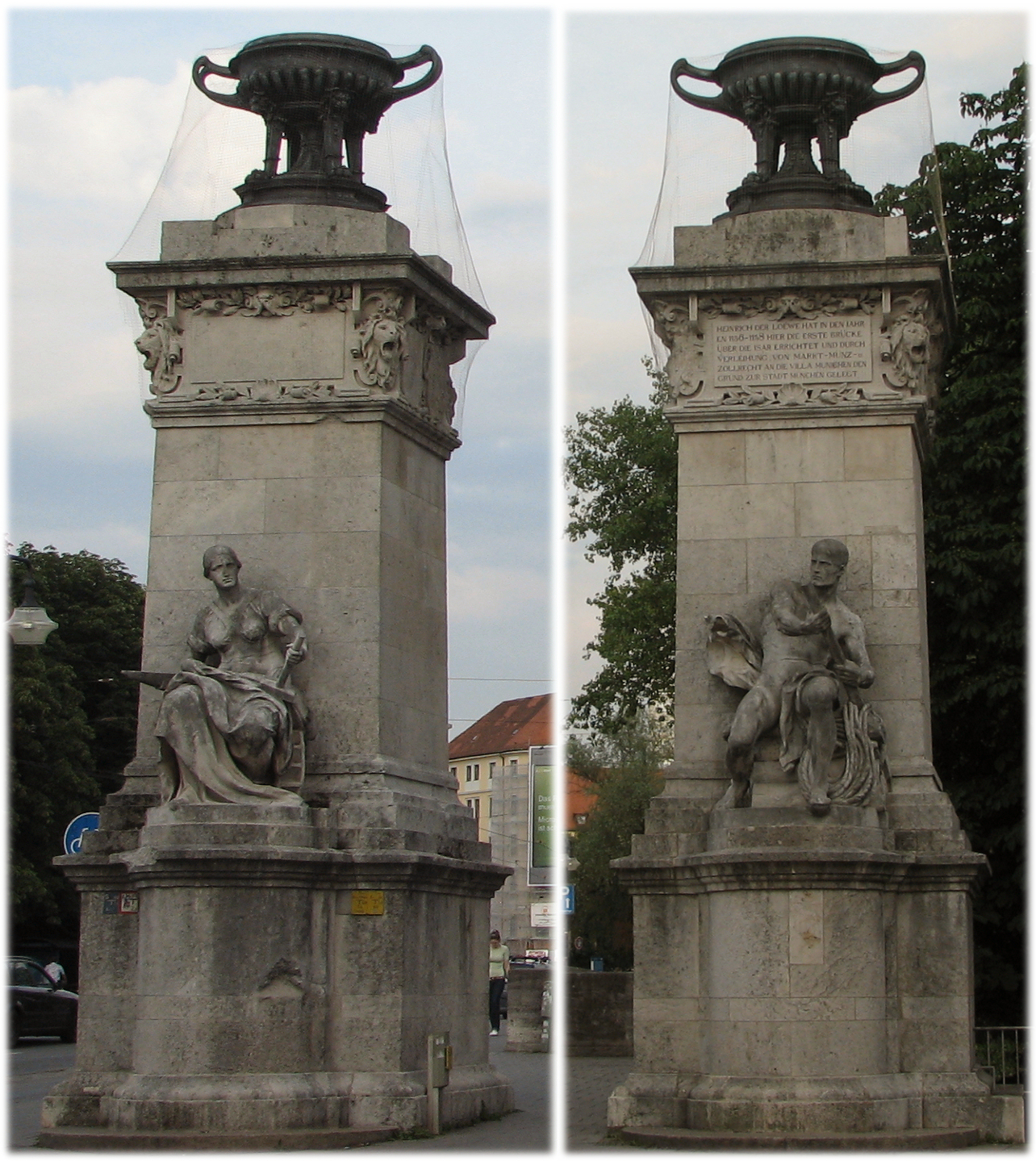
Zwei der von Eberle geschaffenen Pylone auf der Münchner Ludwigsbrücke

Syrius Eberle (* 9. Dezember 1844 in Pfronten, Allgäu; † 12. April 1903 in Bozen, Gefürstete Grafschaft Tirol) war ein deutscher Bildhauer, Maler und Hochschullehrer.

## Leben
Eberle war Sohn eines Schreiners und wuchs im „Stapferhaus“ in Pfronten auf. Er war verheiratet mit der Tochter des ebenfalls aus Pfronten stammenden Malers Thomas Driendl.
Nach einer Lehre als Tischler studierte Syrius Eberle 1866–1872 an der Königlichen Kunstakademie in München. Ab 1884 war er dort selbst Professor in der Fachrichtung „Religiöse Skulptur“. Zu seinen Schülern gehörten Georg Pezold, Heinrich Düll, Heinrich Waderé, Johann Vierthaler, Max Heilmaier, Georg Wrba, Georg Busch, Clemens Buscher, Josef Rauch, Bruno Diamant,  Josef Floßmann, August Drumm, Emil Dittler, Heinrich Jobst, Ignatius Taschner und Hermann Nolte.
Vom bayerischen König Ludwig II. erhielt Eberle etliche Aufträge zur Ausschmückung der neuerbauten Schlösser, auch für Einzelfiguren, Gruppen, Tafelaufsätze, fast alle Prachtwagen und Schlitten.
Eberle schuf das ehemalige Kriegerdenkmal in Kempten (Allgäu) seinerzeit auf dem Gelände des heutigen Busbahnhofs; die Bronzefiguren wurden im Zweiten Weltkrieg eingeschmolzen.
1889 gewann er mit seinem Entwurf bei einer Ausschreibung für ein Brüder-Grimm-Nationaldenkmal in Hanau nur den 3. Preis. Doch die Verantwortlichen stritten sich über den erstplatzierten Entwurf des Bildhauers Max Wiese, weshalb man den Sohn Wilhelm Grimms, den Kunst- und Literaturhistoriker Herman Grimm in Berlin um seine Meinung fragte. Dieser entschied sich für Eberles Entwurf, und der Auftrag zur Ausführung des Denkmals wurde diesem erteilt. Am 18. Oktober 1896 fand die feierliche Denkmalsenthüllung statt.
1890–1892 schuf Eberle die vier Pylone für die Münchner Ludwigsbrücke. Auch das 1890 entstandene Denkmal für Franz Xaver Gabelsberger, den Erfinder der Stenographie, in der Münchner Ottostraße stammt von ihm.
Als Professor an der Münchner Kunstakademie gehörte Eberle im Jahr 1893 jener Kommission an, die die Vorschläge zum Neubau des Bayerischen Nationalmuseums (1894/95) zu begutachten hatte.
Er gewann den im August 1897 ausgeschriebenen Wettbewerb für das Kaiser Wilhelm I.-Reiterstandbild in Nürnberg. Doch starb er noch vor dessen Ausführung, so dass Wilhelm von Rümann diesen Auftrag übernahm.
Eberle war Mitglied im Münchner Verein für Christliche Kunst sowie im Münchner Albrecht-Dürer-Verein, einer im Jahr 1885 von dem Bildhauer Georg Busch gegründeten Vereinigung von Münchner Kunstakademie-Studenten. Eberle gab hier auch Komponierabende zu christlichen Themen.
Außerdem war er Mitglied der Geselligen Vereinigung der Münchner Künstlergenossenschaft (heute: Gesellige Vereinigung bildender Künstler Münchens e. V.) und von 1882 bis 1883 und 1885 bis 1887 deren Vorsitzender.
Seinen Lebensabend verbrachte Eberle in Bozen, wo er im Jahr 1903 verstarb.
Sein gleichnamiger Neffe Syrius Eberle (* 1887 in Pfronten; † 1967) war ein bekannter Glasmaler, NS-Widerstandskämpfer und Stadtrat in Dachau.